# Heritage-Film
Als Heritage-Film (auch heritage film oder heritage cinema; abgeleitet von englisch heritage = Erbe) wird ein Untergenre des Historienfilms bezeichnet, das vor allem im Vereinigten Königreich besonders populär ist. Wurde der Begriff zunächst von der englischsprachigen Filmkritik zur Bewertung eines bestimmten Typus von während der Regierungszeit Margaret Thatchers entstandenen Kostümfilmen benutzt, werden heute ein Großteil der seit 1981 produzierten britischen Historienfilmen als Heritage-Filme bezeichnet.
Ausgehend von dem oscarprämierten Drama Die Stunde des Siegers und den von James Ivory und Ismail Merchant produzierten Literaturverfilmungen entstanden in diesem Genre einige der international erfolgreichsten Werke der britischen Filmindustrie in den 1980er und 1990er Jahren. Zu den Heritage-Filmen zählen auch die als Austenmania oder Janespotting bezeichnete Welle von Jane-Austen-Verfilmungen Mitte der 1990er Jahre sowie die Adaptionen von Werken William Shakespeares und weiteren englischen Literaturklassikern. Zur gleichen Zeit entstanden für das britische Fernsehen zahlreiche Miniserien und Fernsehserien, die ebenfalls dem Genre zugerechnet werden.

## Beschreibung des Filmgenres

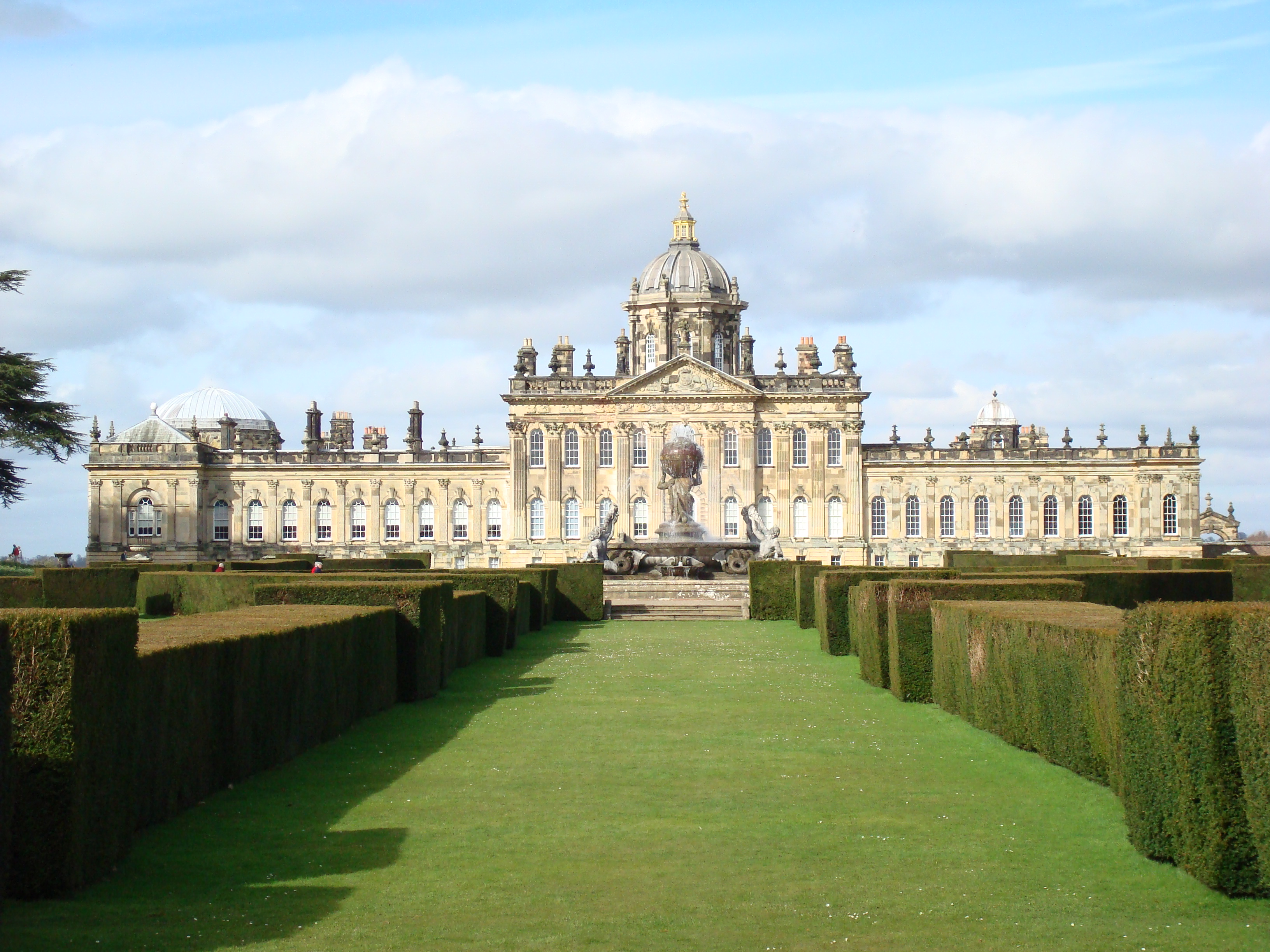
Castle Howard in North Yorkshire war Drehort der Fernseh- und Kinoproduktionen von Wiedersehen mit Brideshead

Der Begriff Heritage-Film wurde 1993 von dem britischen Filmhistoriker Andrew Higson geprägt. Er beschreibt ein Untergenre des Historienfilms, in dem für gewöhnlich keine bedeutenden historischen Ereignisse oder Persönlichkeiten im Mittelpunkt stehen, sondern bevorzugt individuelle Schicksale der britischen Oberschicht behandelt werden. Dieser Blick auf die Geschichte ist dabei eher nostalgisch geprägt. Kennzeichnend für Heritage-Filme sind eine piktoralistische Bildführung sowie eine üppige und detailgetreue Ausstattung, bei der oft nationale Kulturgüter in Szene gerückt werden. Viele dieser historischen Bauten wurden nach ihrer Verwendung als Schauplatz eines Heritage-Films zu gut besuchten Touristenattraktion. Als Zielgruppe des Heritage-Films gilt ein Publikum, das älter als der normale Kinogänger ist, einer höheren Gesellschaftsschicht angehört, und einen hohen Frauenanteil aufweist.
Mit dem Heritage-Film verbindet man vor allem werkgetreue Adaptionen klassischer englischer Literatur von Autoren wie Charles Dickens, Jane Austen, die Geschwister Brontë oder E. M. Forster. Doch auch die Shakespeare-Verfilmungen der 1980er und 1990er Jahre, Adaptionen modernerer Historienromane wie Kazuo Ishiguros Was vom Tage übrig blieb und Filmbiografien wie Richard Attenboroughs Gandhi oder John Maddens Ihre Majestät Mrs. Brown mit Judi Dench als Königin Victoria werden zu dem Genre gezählt. Auch das „Raj Revival“ der 1980er Jahre, das mit mehreren Filmen und Fernsehserien ein neues Interesse an der Geschichte Britisch-Indiens weckte, wird dem Genre zugeordnet.
Ähnlich wie bei der British New Wave der 1960er Jahre griffen die Produzenten der Heritage-Filme auf bewährte Stammschauspieler zurück. Darsteller wie Helena Bonham Carter, Anthony Hopkins, James Wilby oder Hugh Grant stehen ebenso wie das Regie- und Produzententeam Ismail Merchant und James Ivory stellvertretend für die Heritage-Filme der 1980er und 1990er Jahre.
Auch wenn der Filmhistoriker Charles Barr bereits 1986 die während des Zweiten Weltkriegs entstandenen britischen Historienfilme als „‚heritage‘ film“ bezeichnet hatte, beschränkt sich die Filmwissenschaft größtenteils auf das britische Kino der 1980er und 1990er Jahre bei der Definition und Diskussion des Heritage-Films. Einige Filmhistoriker beschreiben das Genre allerdings als eine europäische Filmbewegung, vor allem das französische Kino brachte mit Filmen wie Die Wiederkehr des Martin Guerre oder Jean Florette Werke hervor, die stilistisch den britischen Heritage-Filmen entsprachen. Auch der deutsche Film durchlief seit Mitte der 1990er Jahre eine ähnliche Entwicklung, Filme wie Comedian Harmonists, Aimée & Jaguar und Gripsholm überzeugten vor allem durch ihre detailgetreue Wiedergabe des Zeitkolorits.
Als Andrew Higson 1993 das Genre des Heritage-Films definierte, war diese Definition verbunden mit einer Kritik an der ideologischen Grundhaltung dieser Historienfilme. Mit der Romantisierung der Vergangenheit und mit der Fokussierung auf die gehobenen Gesellschaftsschichten repräsentierten die Heritage-Filme den durch die konservative Regierung geprägten Thatcherismus in der britischen Gesellschaft. Higson bemängelte, dass die zu starke Ausrichtung auf die visuelle Gestaltung der Filme die in den literarischen Vorlagen vorhandene Ironie und Kritik an dem Gesellschaftssystem verblassen ließ. Demgegenüber sieht die Filmhistorikerin Sarah Street vor allem in den E.-M.-Foster-Verfilmungen von Merchant Ivory durchaus gesellschaftskritische Elemente, die den literarischen Vorlagen entsprächen.
Es gilt inzwischen als umstritten, ob die Heritage-Filme von Natur als konservativ oder liberal sind. Die zum Teil heftige Debatte über den Begriff „Heritage-Film“ führte Mitte der 1990er Jahre zu alternativen Definitionen, so wurden Filme wie Sally Potters Virginia-Woolf-Verfilmung Orlando oder Christopher Hamptons Filmbiografie Carrington mit ihrem unnostalgischen Blick auf die Vergangenheit als „Post-Heritage-Filme“ bezeichnet. Spätestens seit dem Amtsantritt des Labour-Premierministers Tony Blair im Jahr 1997 könne man nach Ansicht der Filmwissenschaftlerin Claire Monk nicht mehr von einer „ideologischen Substanz“ des Heritage-Films sprechen. Damit verbunden ist eine freie Verwendung und Bedeutung des Begriffes „Heritage-Film“, der sich nun mehr an den stilistischen Genre-Merkmalen als an ideologischen Inhalten der Filme orientiert.

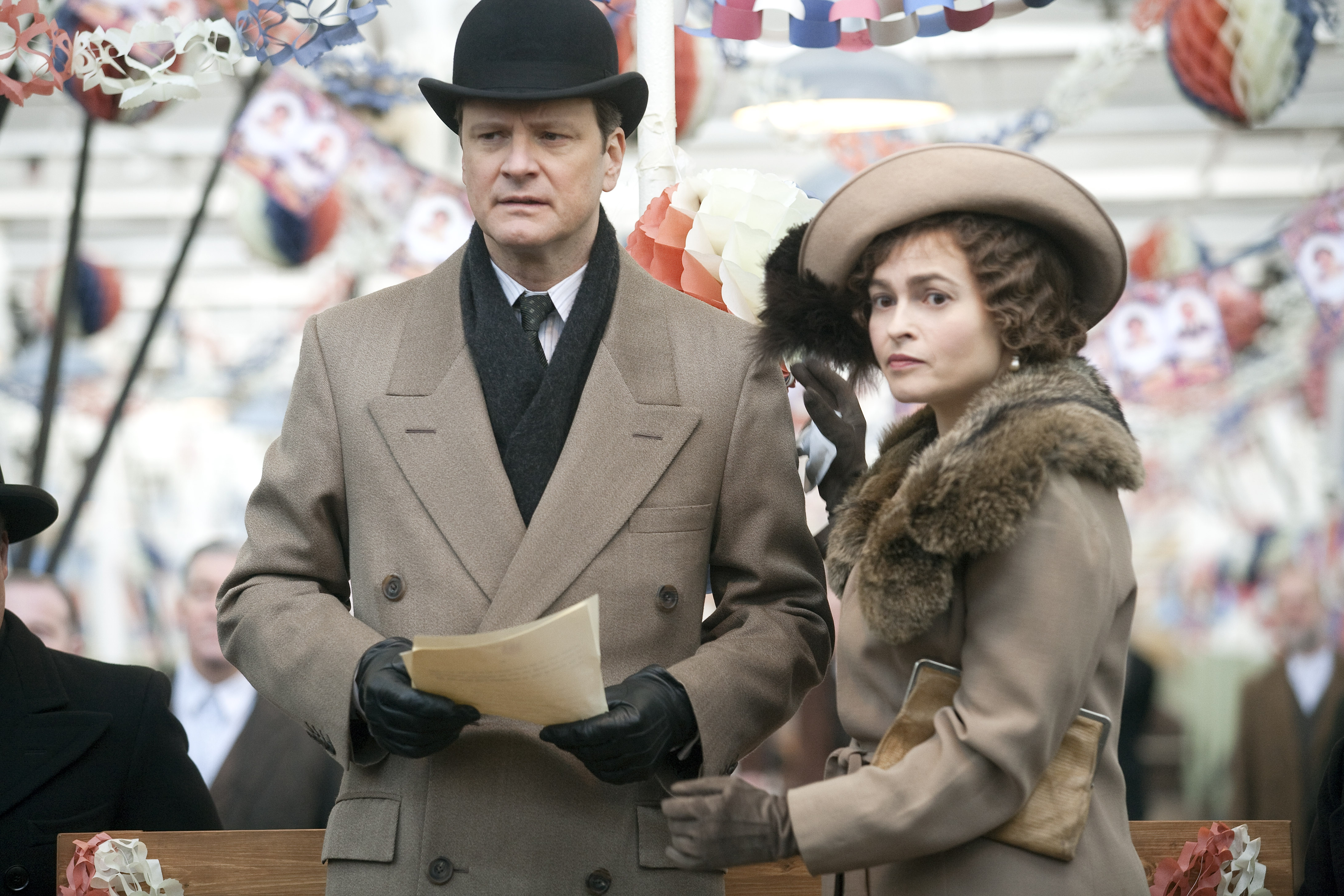
Colin Firth und Helena Bonham Carter am Set von The King’s Speech